# Timo Heimerdinger
Timo Heimerdinger (* 6. Mai 1973 in Tübingen) ist ein deutscher Volkskundler.

## Leben
Nach dem Studium der Fächer Volkskunde, Neuere Deutsche Literaturgeschichte und Deutsche Philologie an den Universitäten Freiburg im Breisgau und Pisa (M.A. 1999) und der Promotion 2004 im Fach Europäische Ethnologie/Volkskunde an der Universität Kiel (Promotionsstipendium der Studienstiftung des deutschen Volkes 2000–2003) war er von 2004 bis 2009 Juniorprofessor für Kulturanthropologie/Volkskunde an der Universität Mainz. 2009 wurde er als Universitätsprofessor für Europäische Ethnologie an die Universität Innsbruck berufen, wo er bis 2020 tätig war. Seit 2020 ist er Professor für „Kulturanthropologie und Europäische Ethnologie mit einem Schwerpunkt in regionaler Kulturanalyse“ an der Albert-Ludwigs-Universität Freiburg.
Seine Forschungsschwerpunkte sind Praktiken des Verzichts: Kulturanthropologie der Unterlassung, Regionalität: Anthropologie der Unmittelbarkeit, Medienaneignung und Beratungsdispositive, Materialität, Körperlichkeit und Emotion, Elternschaftskultur / parenting culture sowie Spiritualität und Konfessionalität als Alltagsästhetik.

## Schriften (Auswahl)
- Tischlein rück‘ dich. Das Tischrücken in Deutschland um 1850. Eine Mode zwischen Spiritismus, Wissenschaft und Geselligkeit. Münster 2001.
- Der Seemann. Ein Berufsstand und seine kulturelle Inszenierung (1844–2003). Köln 2005.[2]
- Timo Heimerdinger (Hrsg.): Igitt. Ekel als Kultur (= Bricolage, Bd. 8). Innsbruck university press, Innsbruck 2015, ISBN 3-902936-91-6.
- Timo Heimerdinger/Markus Tauschek (Hrsg.): Kulturtheoretisch argumentieren. Ein Arbeitsbuch. Münster u. a. 2020
- Jörg Vögele/Timo Heimerdinger (Hrsg.): Infant feeding and nutrition during the nineteenth and twentieth centuries. Göttingen 2020